# 藪塚本町
藪塚本町（やぶづかほんまち）は、群馬県南東部、新田郡にあった人口約1万9千の町である。
2005年3月27日に太田市の一部となった。

## 概要
古くは桐生の織物を支える養蚕の村々であった。
距離的に太田市街地より桐生市街地に近く、方言（群馬弁：桐生弁）や生活地域などで深い関係性を持っている。後桐生氏は、滅亡後にこの地区に多く移り住んだとされ、桐生姓が多いようである。
建造物など、文化財も多く指定されている。
なお、町名の塚の正式な表記は、つくりの下部の3本のはらいのうち下2本をまたぐ点が入る旧字体「」である（「」ではない）。

## 地理

### 河川
- 蛇川

## 大字
- 大原
- 大久保
- 薮塚
- 山之神
- 寄合
- 六千石

### 隣接自治体
- 桐生市
- 伊勢崎市
- 新田郡
  - 新田町
  - 笠懸町

## 歴史

### 古代
約2万6000年以前、多種多様な土器や遺物が作られていた。古墳時代には100基以上の古墳が造られていたということが確認されている。

### 市町村合併
1889年に藪塚・本町・山ノ神・大久保・六千石・寄合の6村が合併して成立した。名称は大村である藪塚と本町を合成したものである。その後、100年以上にわたり他の市町村との合併や町域の変更、町名の変更などは行なわなかった。
元々は桐生広域圏ではあったため、当時の町長であった小川喜一は桐生市との合併を検討していたが、桐生広域は桐生競艇の存続の是非について桐生市と新田郡笠懸町が反目。大間々 + 笠懸と合併するか、桐生 + 太田の中核市に加わるかという住民投票を行い（桐生市は調整難航から中途離脱）、2005年3月28日に旧太田市、新田郡尾島町、新田郡新田町との合併により太田市となり消滅した。

### 年表
- 1889年4月1日 - 町村制施行に伴い、新田郡の6村（藪塚村・本町村・山ノ神村・大久保村・六千石村・寄合村）が合併し、新田郡藪塚本町が誕生。
- 2005年3月28日 - 藪塚本町が（旧）太田市・新田郡尾島町・新田郡新田町と合併し、太田市となる。

## 行政

### 町長
- 桐生 博司（きりう ひろじ）

## 交通

### 鉄道
- 東武鉄道

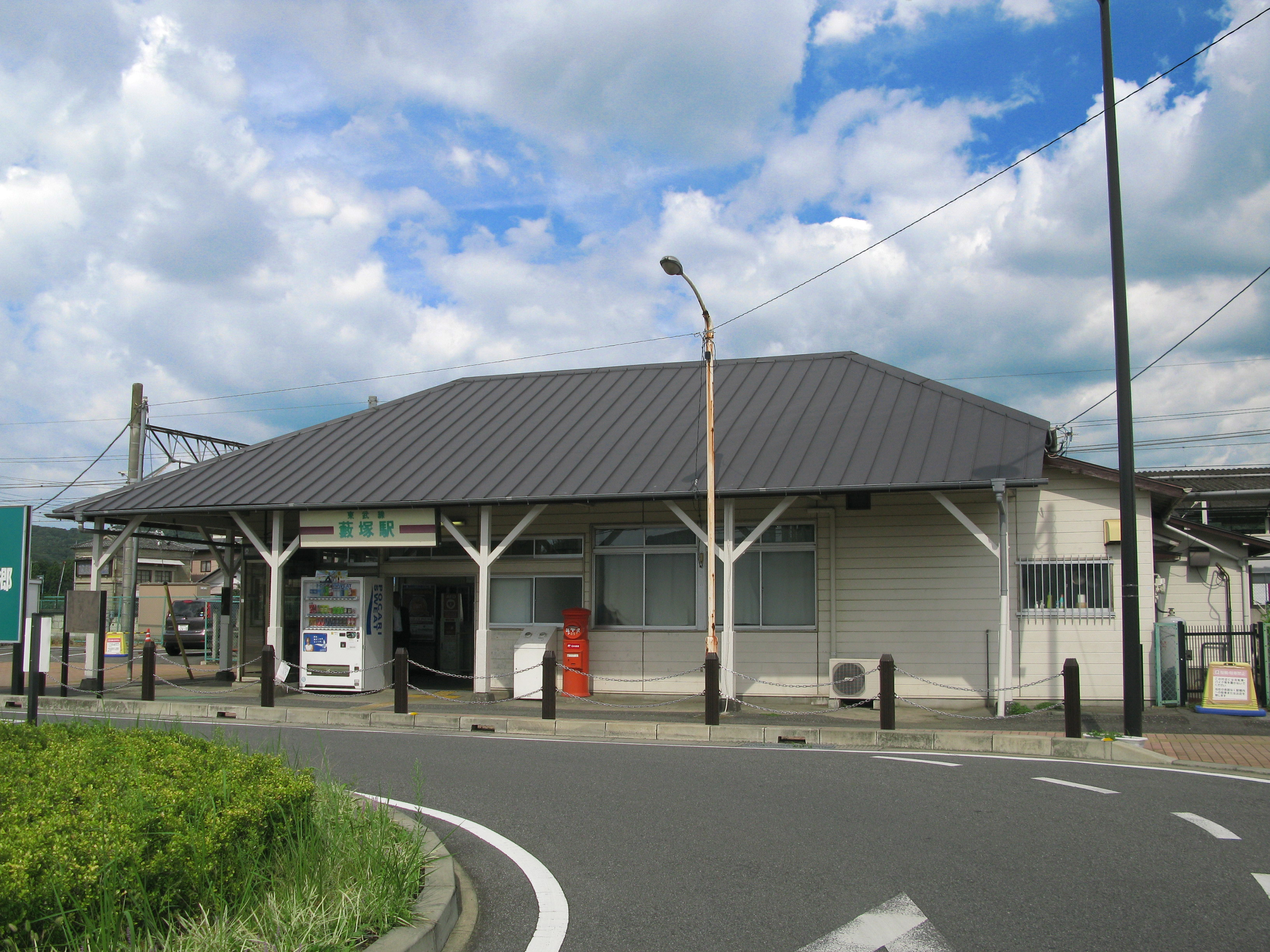
藪塚駅

  - ■桐生線：藪塚駅　特急「りょうもう」停車駅。

### 道路

#### 高速道路

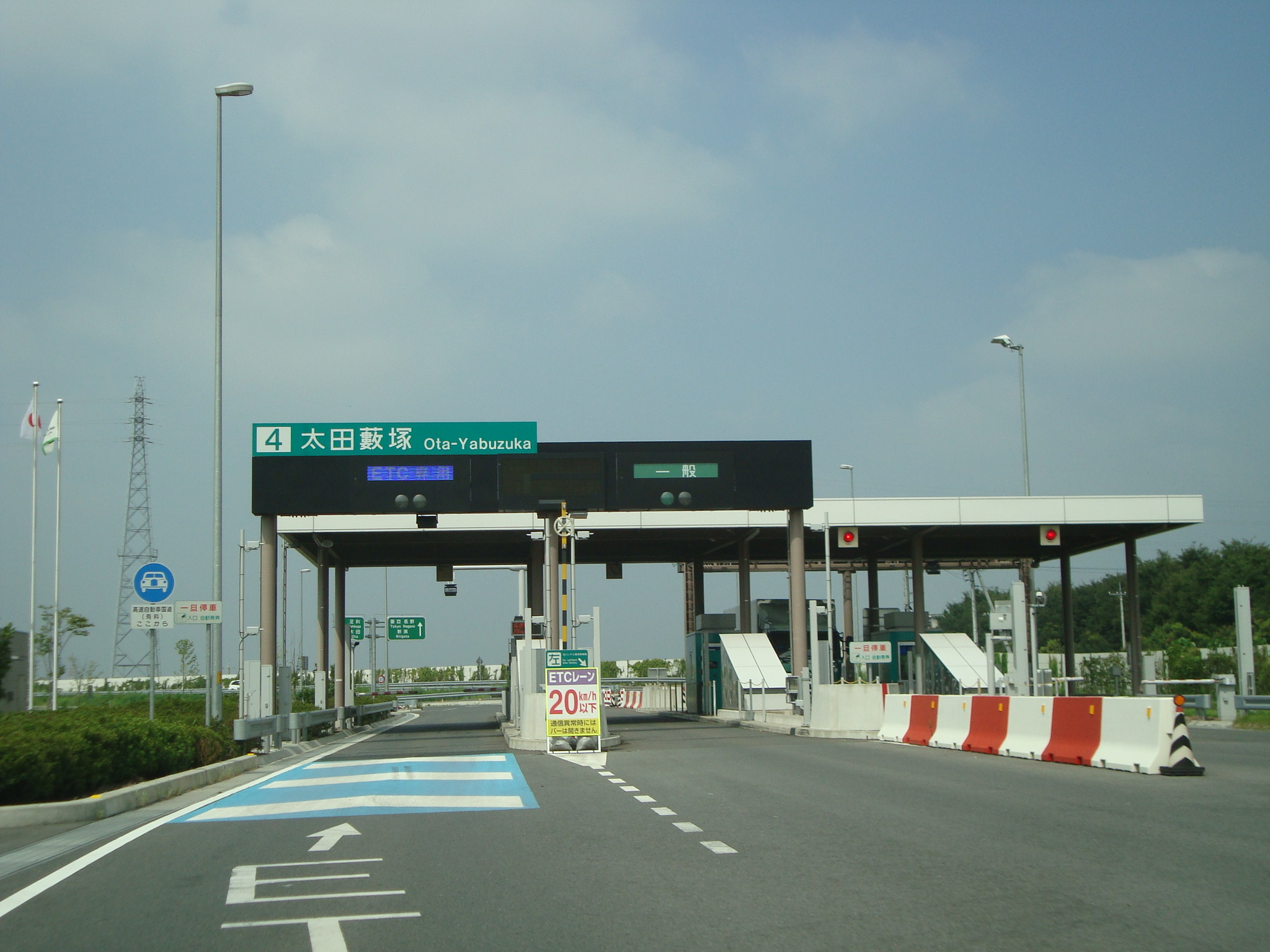
太田藪塚インターチェンジ

町廃止時は高速道路は通っていない。2008年に北関東自動車道が開通し、旧町域に太田藪塚インターチェンジが供用された。

#### 県道
- 群馬県道68号桐生伊勢崎線
- 群馬県道69号大間々尾島線
- 群馬県道78号太田大間々線
- 群馬県道294号西国定藪塚線
- 群馬県道315号大原境三ツ木線
- 群馬県道319号藪塚停車場線
- 群馬県道332号桐生新田木崎線

## 教育

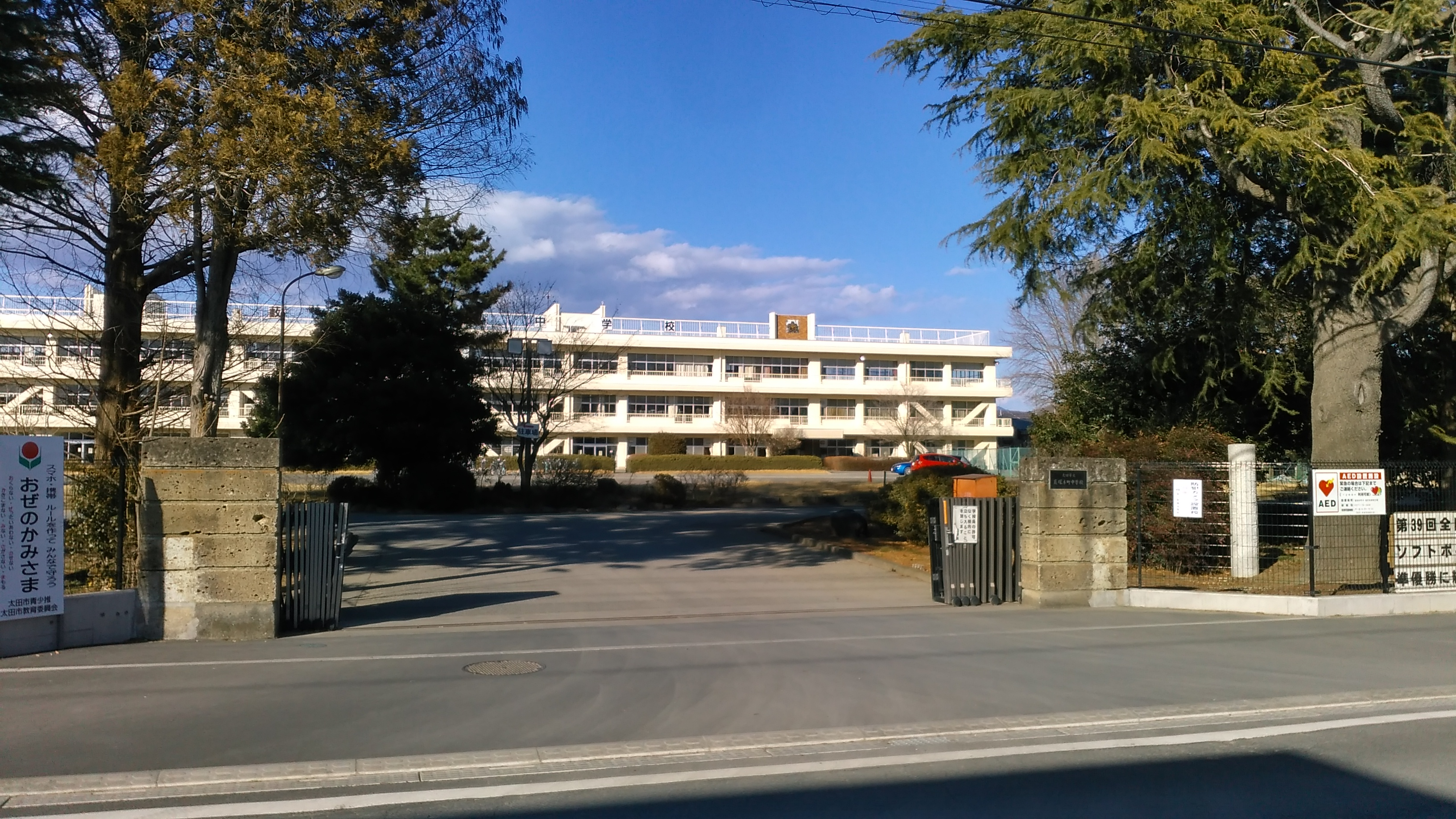
藪塚本町中学校

- 藪塚本町小学校
- 藪塚本町南小学校
- 藪塚本町中学校

### 図書館
- 藪塚本町図書館

### 児童館
- 藪塚本町児童館

## 公共施設

### 警察
- 太田警察署藪塚本町交番

### 保健
- 藪塚本町保健センター

### 郵便局

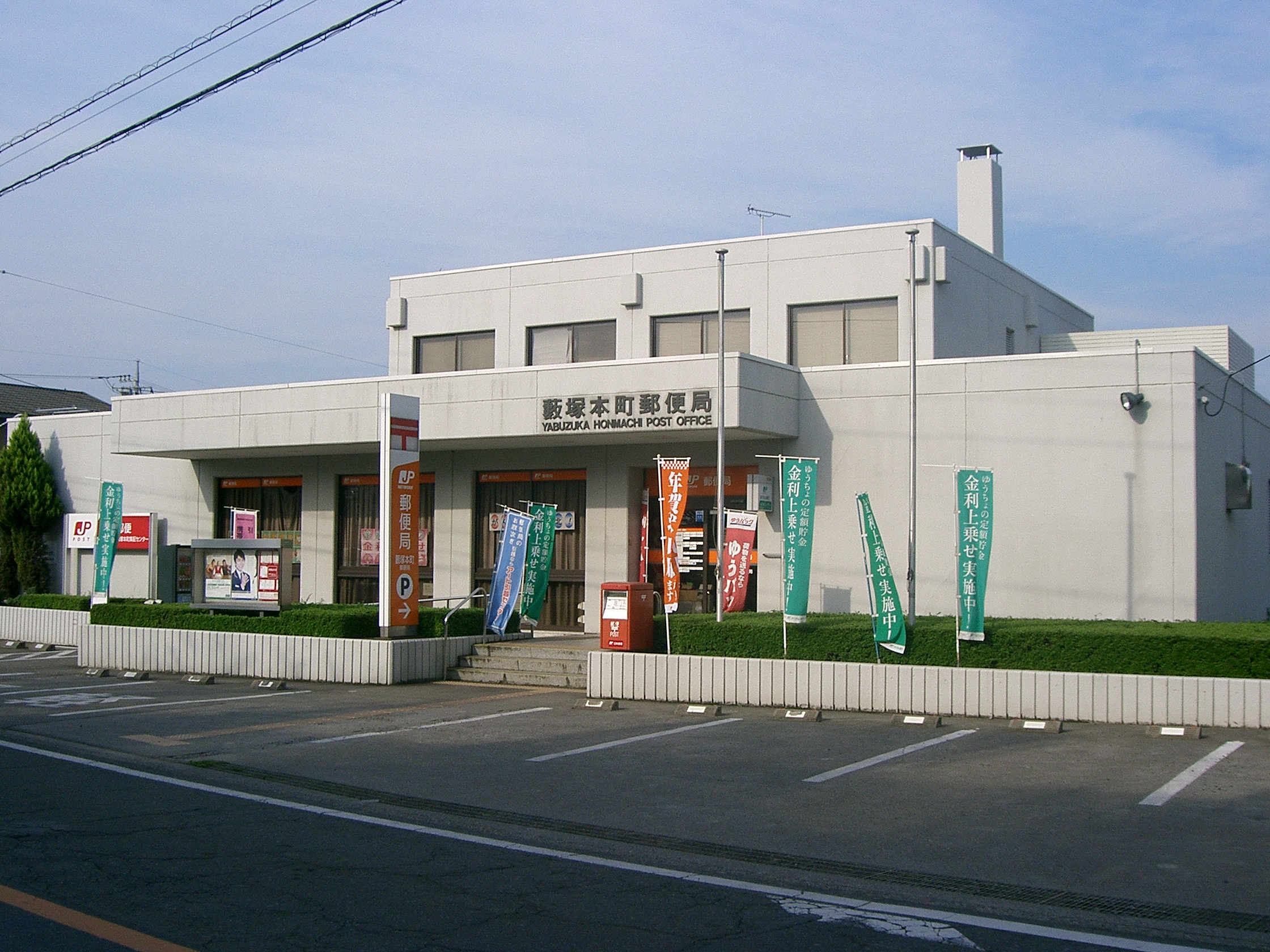
藪塚本町郵便局

- 藪塚本町郵便局
- 藪塚駅前郵便局

### 公園

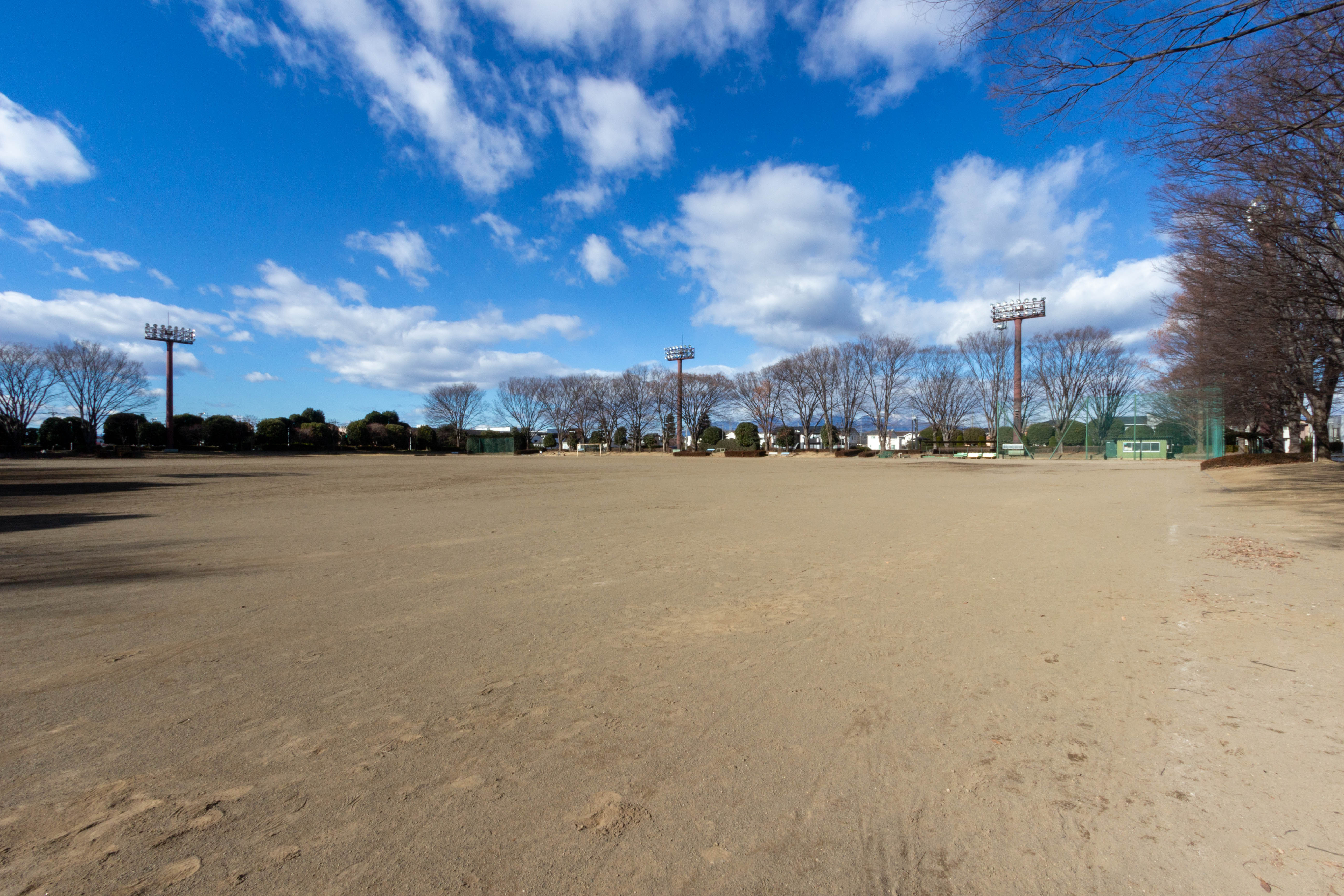
藪塚本町中央運動公園

- 藪塚本町中央運動公園

### 文化施設

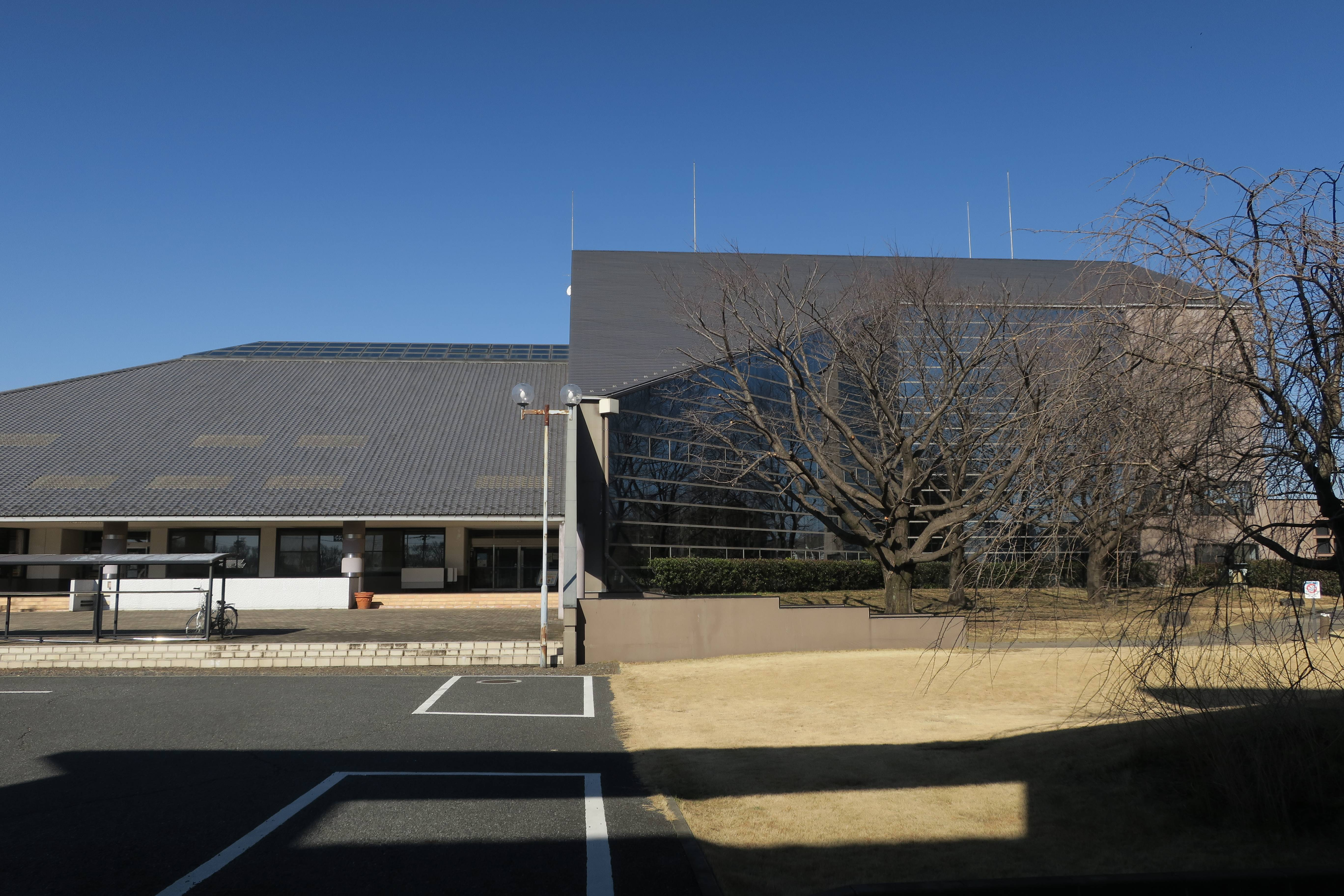
カルトピア（文化ホール・図書館）

- 藪塚本町文化ホール
- 藪塚本町中央公民館
- 群馬県立東毛青少年自然の家

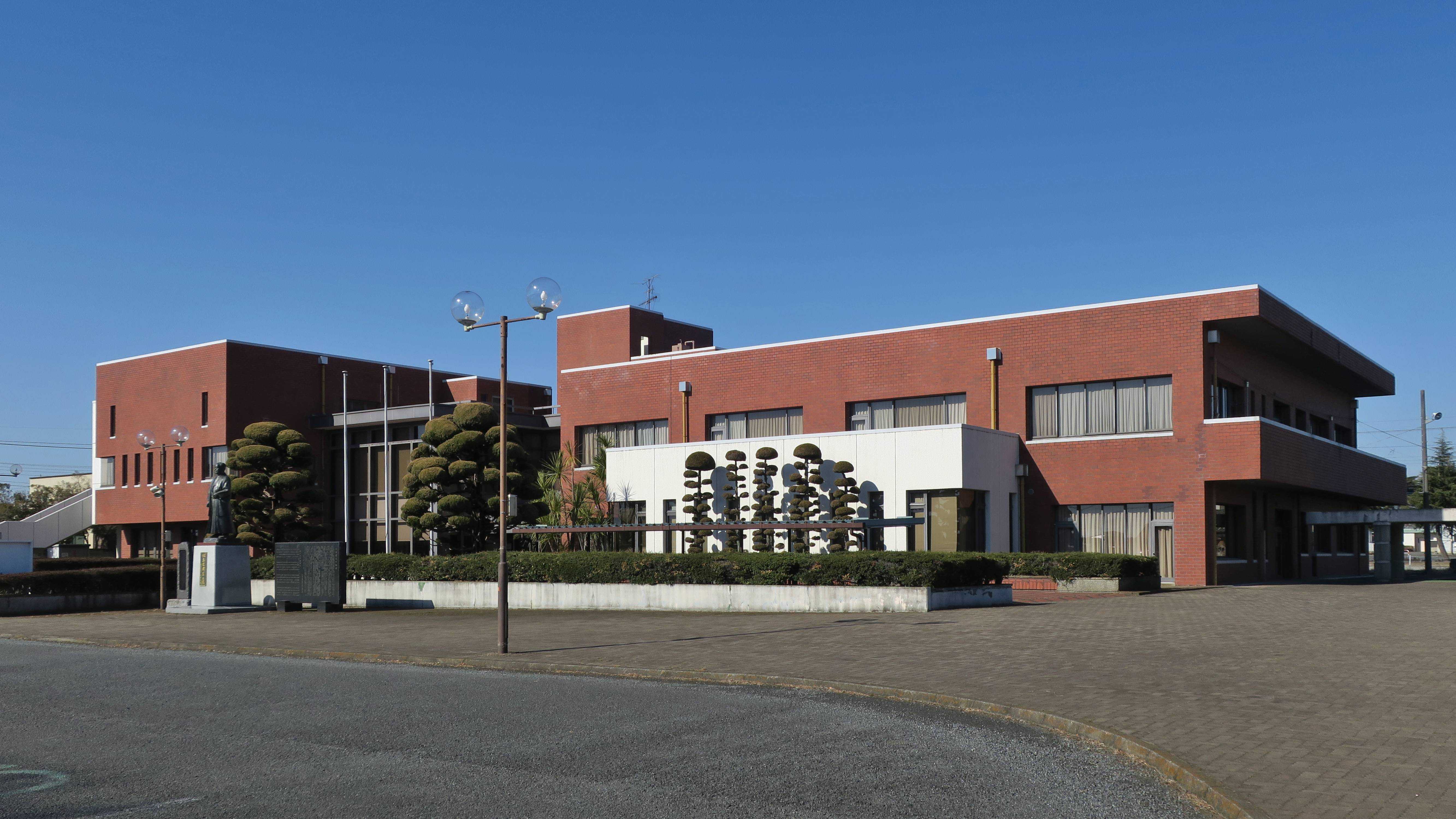
中央公民館

## 観光

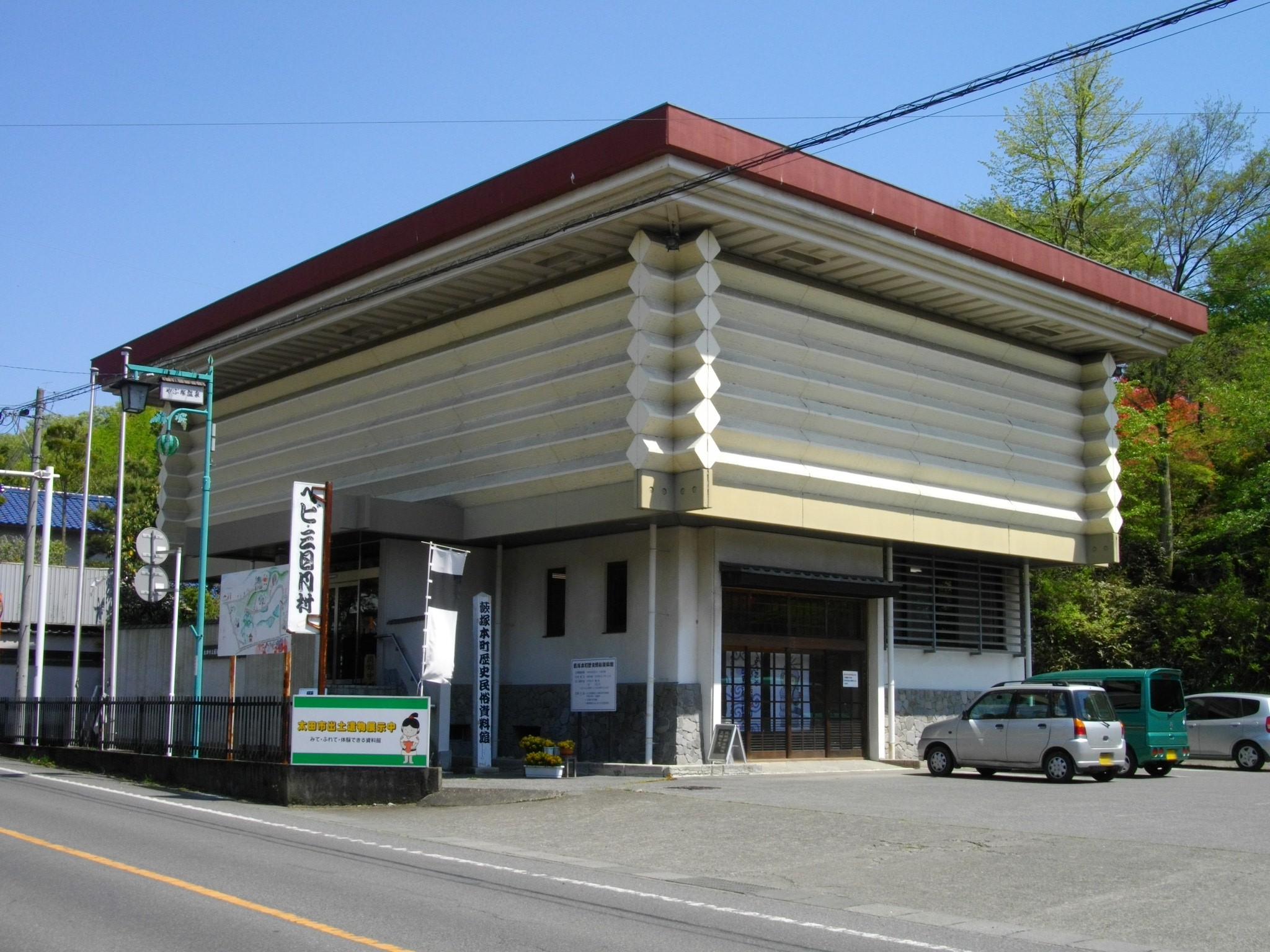
藪塚本町歴史民俗資料館

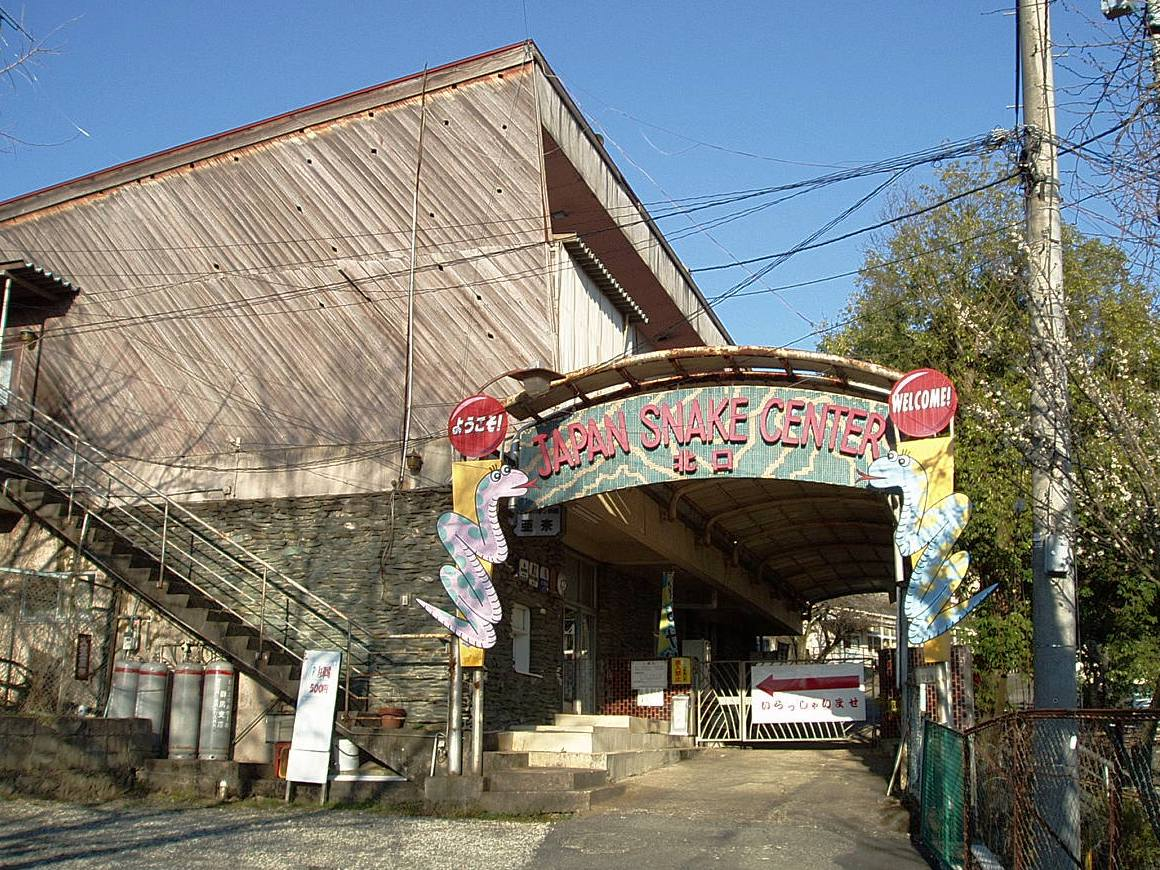
ジャパンスネークセンター

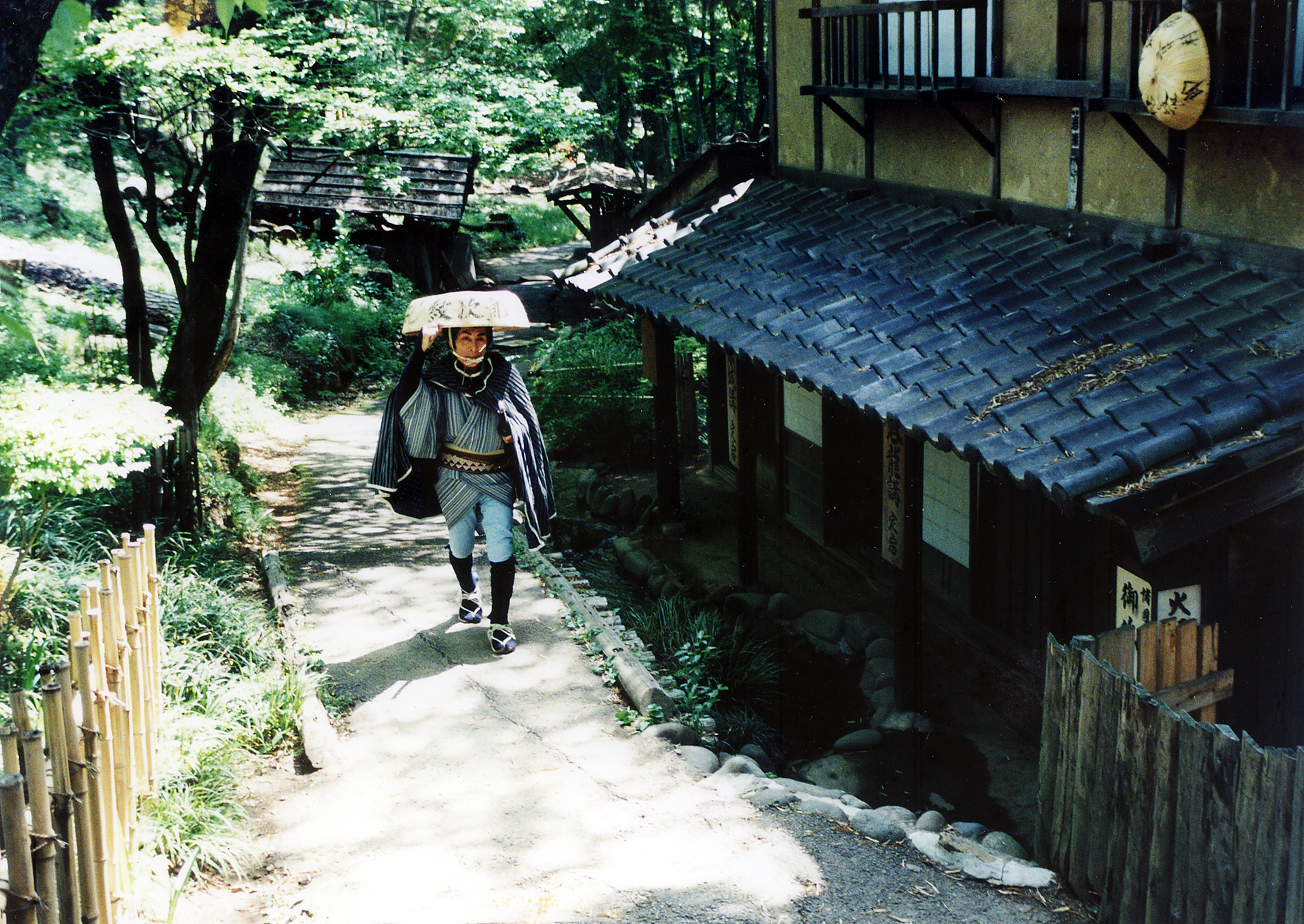
三日月村

### 名所・旧跡
- 藪塚温泉
- 三日月村
- ジャパンスネークセンター
- 藪塚本町歴史民俗資料館
- 藪塚石切場跡

### 寺社
- 三島神社
- 長円寺
- 常永寺

### 祭事・催事
- 藪塚案山子まつり
- 藪塚祭り

### 文化財

#### 重要文化財

##### 建造物
- 牛之塔
- 伝藪塚氏の五輪塔
- 新井家の五輪塔
- あづま道道標
- 西野の層塔及び残片
- 西福寺の赤子地蔵

##### 絵画
- 藪塚の舞台襖絵

##### 彫刻
- 伝阿鑁寺の木造阿弥陀如来立像
- 全性寺本堂の欄間彫刻
- 長建寺本堂の欄間彫刻
- 伏島家の舞台袖彫刻
- 中原の舞台袖彫刻

##### 考古資料
- 中原生品神社境内の敷石住居跡
- 石之塔遺跡の出土品

#### 史跡
- 北山古墳
- 西山古墳

#### 天然記念物
- 藤生家のソテツ

### 特産物

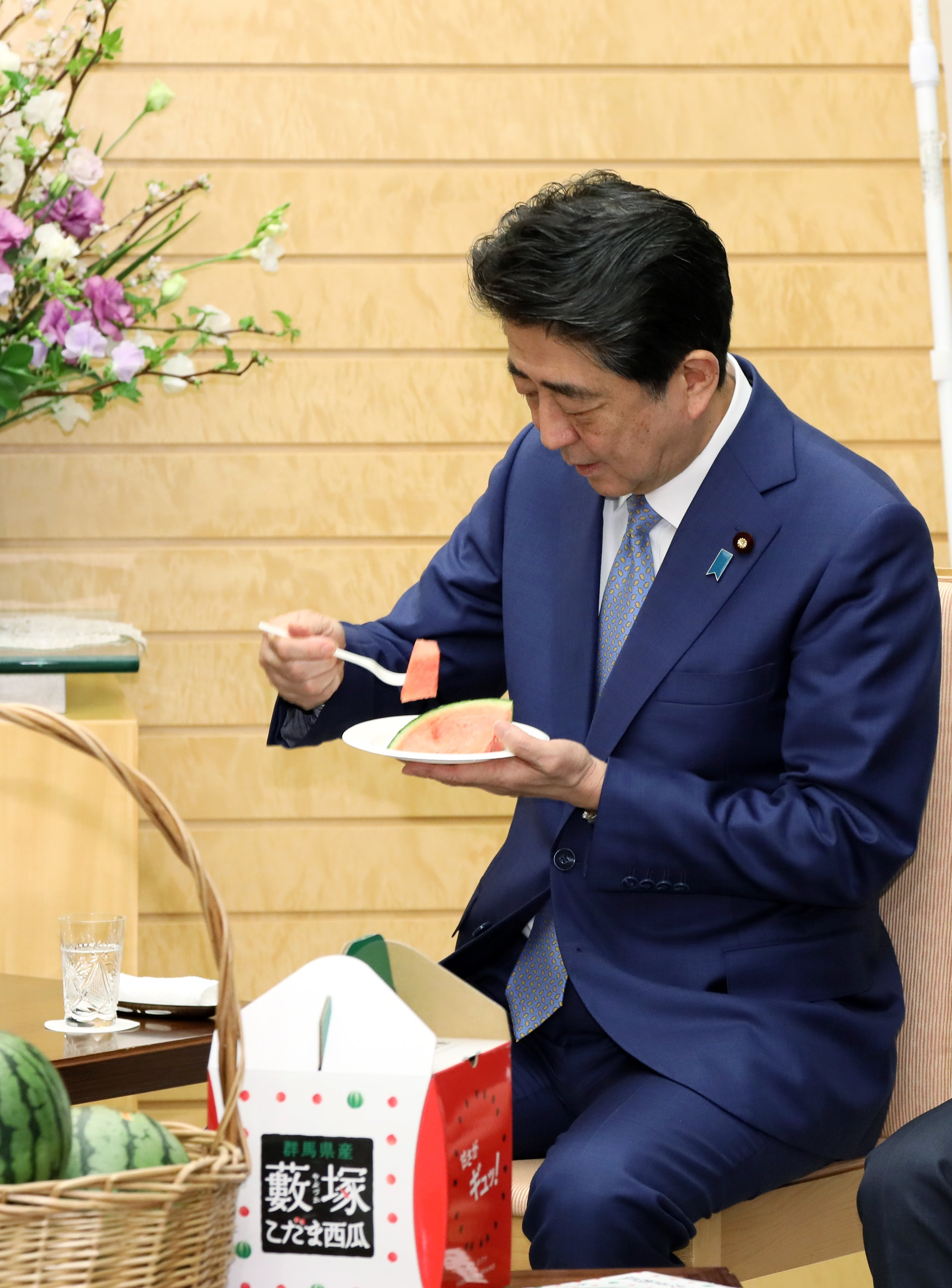
贈呈された小玉スイカを食べる安倍晋三首相。

特産物は小玉スイカで、2019年3月20日に当時の安倍晋三首相へ贈呈が行われた。